# Veiovis
Veiovis eller Vejovis er en gud i romersk religion. Det menes at han var en gud for tilgivelse. Hans tempel blev fundet i 1939 på et bjerg mellem Forum Romanum og Marsmarken.